# Boulevard de la Première-Division-française-libre
Le boulevard de la Première-Division-française-libre est une voie de la commune française de Cannes dans le département des Alpes-Maritimes en région Provence-Alpes-Côte d'Azur.

## Situation et accès
C'est une voie rapide située entre les quartiers Carnot, Prado - République et Californie - Pezou au nord et Centre - Croisette au sud. Il commence, au niveau de la place du Dix-Huit-Juin, au sortir de l'avenue Bachaga-Saïd-Boualam qui mène à la Croix-des-Gardes et La Bocca et se termine au rond-point du Général-Maubert au début de la Pointe Croisette. Il est traversé par le boulevard de la République, longé au nord, entre Carnot et République par le boulevard d'Alsace et au sud, entre république et le rond-point par le boulevard de Lorraine. Il surplombe la gare de Cannes et comporte un accès aux parkings.

## Origine du nom
Il honore la 1re division française libre, principale unité des Forces françaises libres (FFL) pendant la Seconde Guerre mondiale.

## Historique
Il s'agit du troisième tronçon de la couverture, construite à partir de 1963, de la voie ferrée qui traverse le centre-ville d'ouest en est. Le chantier de celui-ci débute en 1964 et se déroule en deux phases avant d'être livré en 1974. Il est dénommé boulevard de la Première-Division-française-libre par délibération du 31 janvier 2005. Pierre Ipert traite de cette partie de la voie rapide qui ne prend son nouveau nom qu'en 2005 dans l'entrée consacrée au boulevard d'Alsace.
La première phase concerne la partie, livrée en 1968, située entre le bas du boulevard de la République et le rond-point du Général-Maubert (également nommé pont des Gabres) de 576 mètres auxquels s'ajoutent 140 mètres de République à la rue Chabaud.
La deuxième phase qui s'insère dans une opération de construction de la nouvelle gare et d'un parking en élévation est la plus importante : il s'agit de couvrir, sur une longueur de 500 mètres, de la rue Chabaud à la place du Dix-Huit-Juin, non plus seulement la voie ferrée mais l'ensemble des installations de la gare. Lancée en 1971, elle est livrée en 1974. 

## Bâtiments remarquables et lieux de mémoire

Les dessous du tablier du boulevard en gare de Cannes
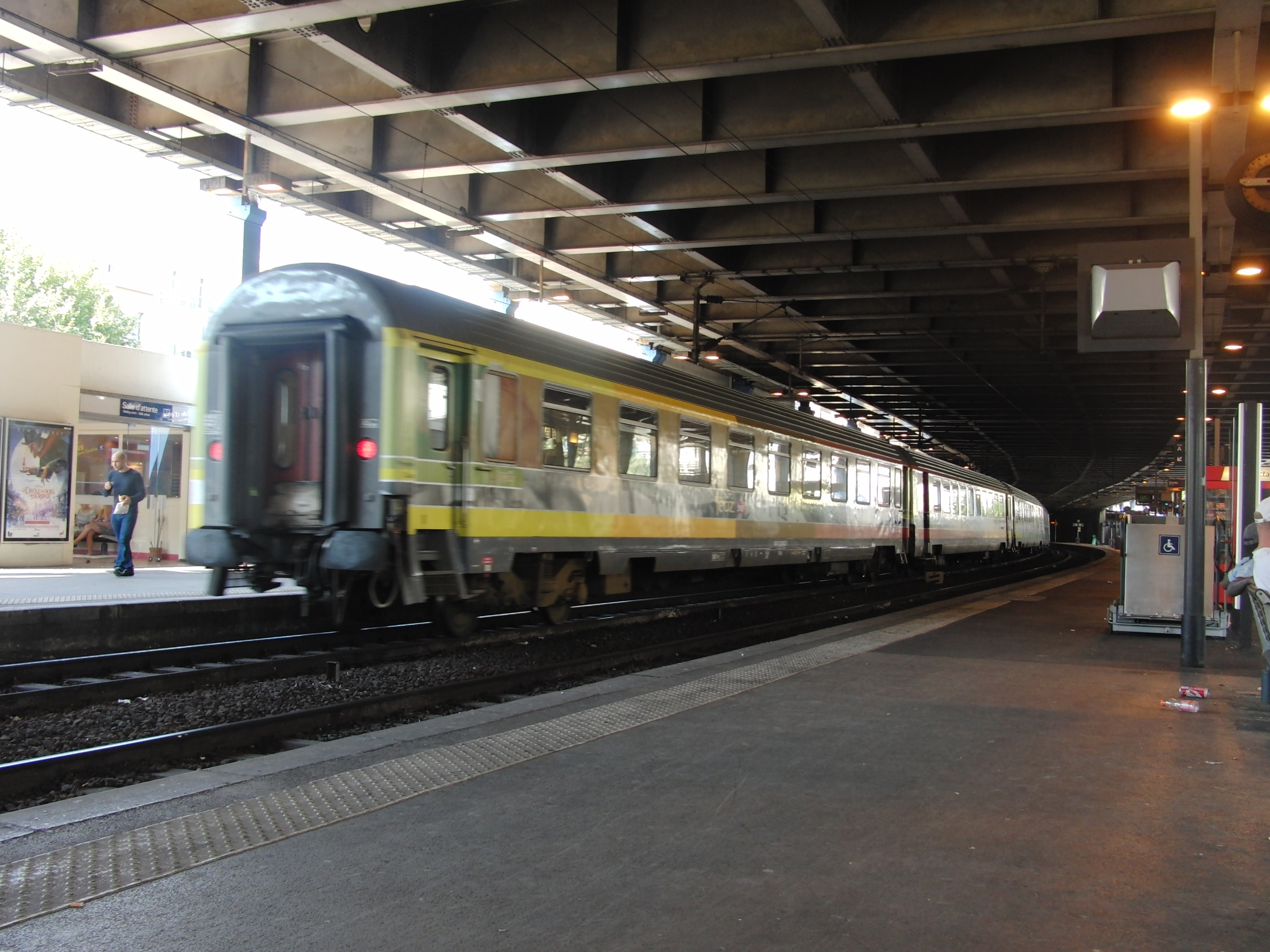
Train et voie ferrée.
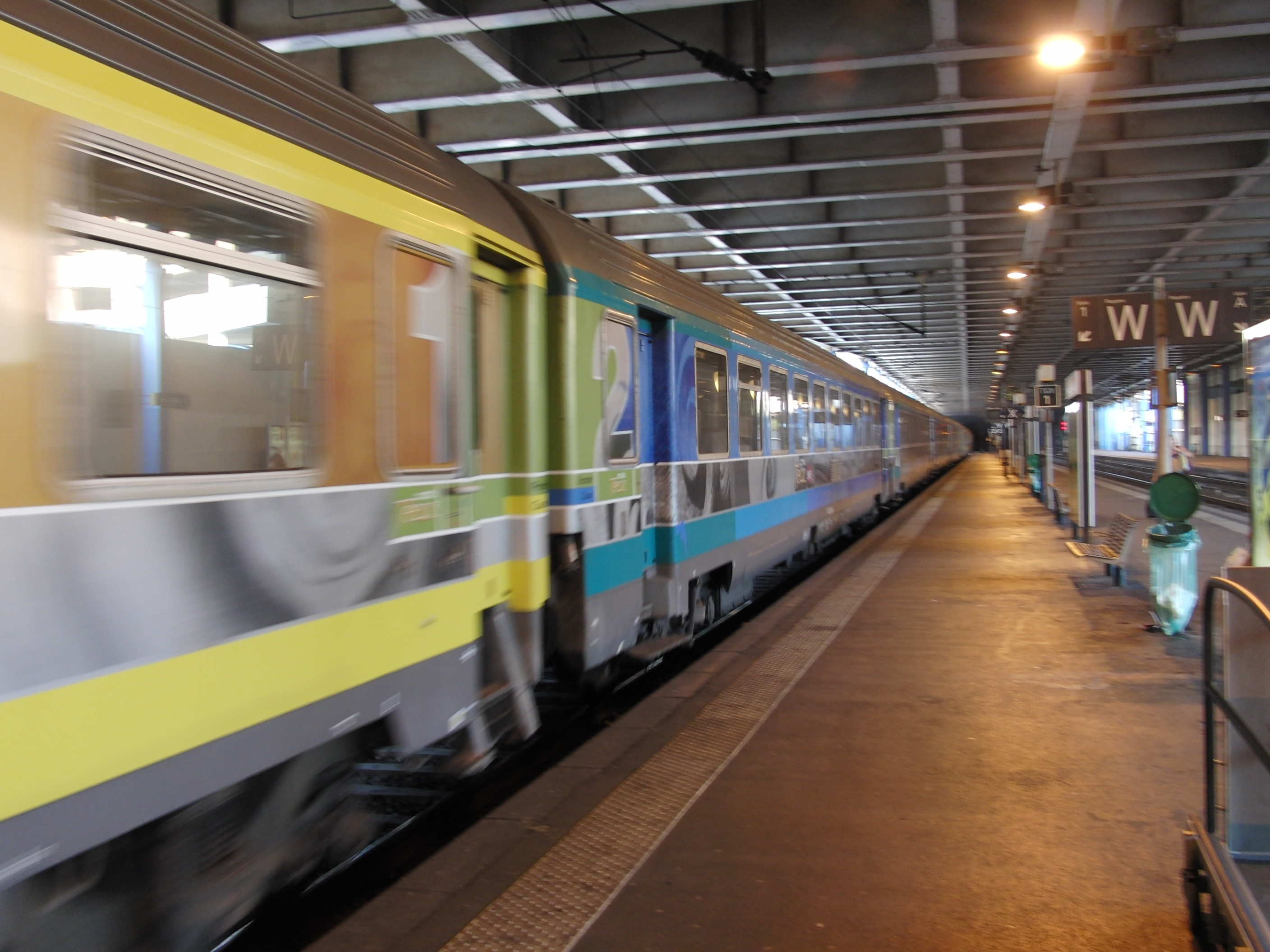
Quai.
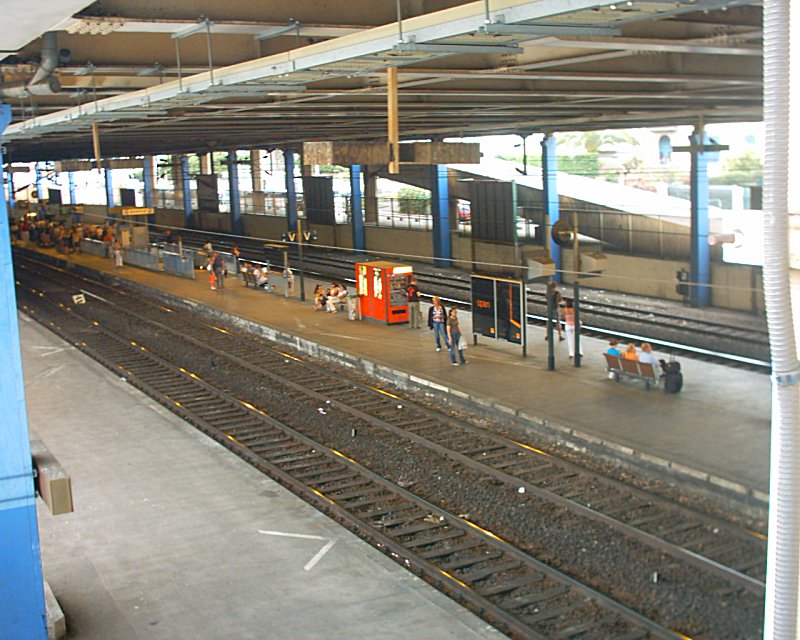
Quais et voies.